# Naenia issyka
Naenia issyka là một loài bướm đêm trong họ Noctuidae.